# Барчин-дель-Ойо
Барчин-дель-Ойо (ісп. Barchín del Hoyo) — муніципалітет в Іспанії, у складі автономної спільноти Кастилія-Ла-Манча, у провінції Куенка. Населення — 88 осіб (2010).
Муніципалітет розташований на відстані близько 160 км на південний схід від Мадрида, 45 км на південь від Куенки.

## Демографія
Динаміка населення (INE ):